# さくら丼
さくら丼（さくらどん）は、長野県上伊那郡飯島町で販売されているご当地グルメの丼である。

## 概要
町の名物料理を作ろうと考えた地元飲食店が「飯島さくら（馬）を咲かす会」が発足させ、飯島町の特産品である桜肉を使った丼料理をご当地料理とした。桜肉を使うこと以外は調理法、肉の部位も自由である。「信州・天竜川どんぶり街道の会」加盟作品である。